# Mistrzostwa Europy w Podnoszeniu Ciężarów 1897
Mistrzostwa Europy w Podnoszeniu Ciężarów 1897 – 2. edycja mistrzostw europy w podnoszeniu ciężarów, która odbywała się przez cały rok 1897 w Wiedniu (Austro-Węgry /Cesarstwo Austrii ). Startował tylko 1 mężczyzna w 1 kategorii wagowej.

## Medaliści
| Kategoria: | Złoto:         | Srebro: | Brąz: |
| + 82,5 kg  | / Wilhelm Türk | –       | –     |

## Klasyfikacja medalowa
| Miejsce | Reprezentacja                    | Złoto | Srebro | Brąz | Razem |
| 1.      | / Austro-Węgry/Cesarstwo Austrii | 1     | 0      | 0    | 1     |